# All I Really Want to Do
All I Really Want To Do je debutové studiové album zpěvačky a herečky Cher, vydané v říjnu roku 1965 u Imperial Records..

## O Albu

### Singly
Z alba byly vydané dva singly. První z nich "Dream Baby" vyšla už v roce 1964 a nezaznamenala žádný úspěch. Až cover od Boba Dylana "All I Really Want to Do" prorazila a umístila se na 15. místě v Americe a na 9. místě v Anglii.

## Seznam skladeb
| Pořadí | Název                   | Autor                                                            | Délka |
| ------ | ----------------------- | ---------------------------------------------------------------- | ----- |
| 1.     | All I Really Want to Do | Bob Dylan                                                        | 2:56  |
| 2.     | I Go to Sleep           | Ray Davies                                                       | 2:28  |
| 3.     | Needles And Pins        | Sonny Bono, Jack Nitzsche                                        | 2:26  |
| 4.     | Don't Think Twice       | Bob Dylan                                                        | 2:25  |
| 5.     | He Thinks I Still Care  | Dickey Lee Lipscomb                                              | 2:15  |
| 6.     | Dream Baby              | Sonny Bono                                                       | 2:58  |
| 7.     | The Bells of Rhymney    | Idris Davies, Pete Seeger                                        | 3:07  |
| 8.     | Girl Don't Come         | Chris Andrews                                                    | 2:05  |
| 9.     | See See Rider           | Tradiční píseň; aranžmá Sonny Bono, Charles Greene, Robert Stone | 2:38  |
| 10.    | Come And Stay with Me   | Jackie DeShannon                                                 | 2:45  |
| 11.    | Cry Myself to Sleep     | Mike Gordon                                                      | 2:18  |
| 12.    | Blowin' in The Wind     | Bob Dylan                                                        | 3:24  |